# Entreprenadaktuellt
Entreprenadaktuellt är en branschtidning som når alla företag inom entreprenad och grönytesektorn i Sverige. Tidningen delas ut gratis en gång i månaden till samtliga företagare och befattningshavare som har verksamhet inom följande områden.
- Anläggningsarbeten
- Grundarbeten
- Sand och grus
- Gruvor och stenbrott
- Torvbrytning
- Återvinning
- Maskinstationer
- Maskinuthyrning
- Kommunernas tekniska förvaltningar
- Maskinleverantörer
- Kyrkogårdsförvaltningar
- Golfbanor

Jordbruksaktuellt som producerar Entreprenadaktuellt har gett ut tidningar sedan 1962. Förutom Entreprenadaktuellt och Jordbruksaktuellt ger de även ut Skogsaktuellt.